# YahZarah

YahZarah, cantante de neo soul nacida en Washington. Entró en el mercado discográfico de la mano de Erykah Badu, cantando los coros en el álbum "Mama's gun", lo que la sirvió para encontrar su estilo y emprender una carrera musical. Su nombre es un tributo a su abuela, nacida en Ghana, y significa "la reina es la estrella más brillante". Desde pequeña estab muy influida por artistas soul como Chaka Khan, Tina Turner, Prince y Minnie Riperton, pero también tenía una gran influencia por el góspel. En su juventud decidió ir a estudiar a la escuela de música de Duke Ellington, y más tarde a la universidad de Carolina del Norte. Tras hacer la gira con Erykah Badu, lanzó en el sello independiente Keo el álbum "Hear me" con ninguna repercusión musical. en 2003 editó en una discográfica más centrada el álbum "Blackstar", el cual si tuvo cierta audiencia. En ese tiempo trabajó con artistas como Stevie Wonder y Anita Baker; y abrió los shows de Earth, Wind & Fire, Musiq Soulchild, Floetry, R. Kelly y otros muchos.

## Discografía
| Año  | Título    | Discográfica     |
| ---- | --------- | ---------------- |
| 2000 | Hear me   | Keo              |
| 2003 | Blackstar | Three Keys Music |

- Datos: Q8046958